# Ioan Sturdza

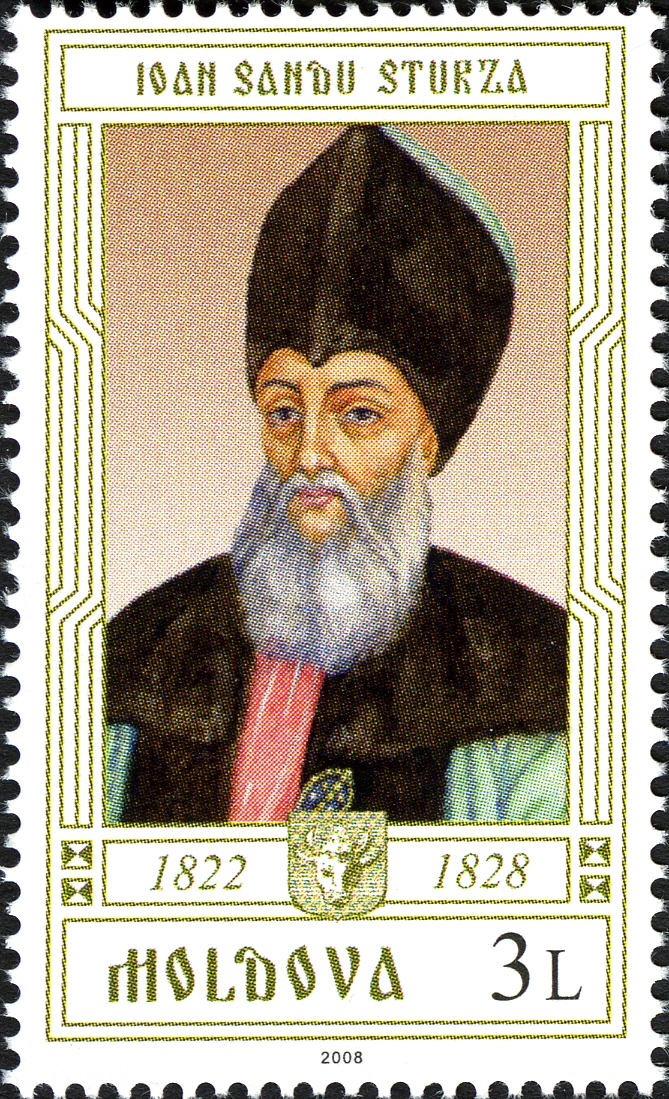
Sturdza auf einer moldawischen Briefmarke

Ioan Sandu Sturdza (* 1760 in Jassy, Fürstentum Moldau; † 2. Februar 1842 im Gouvernement Bessarabien, Russisches Reich) war von September 1822 bis April 1828 Herrscher des Fürstentums Moldau.

## Leben und Wirken
Ioan Sturdza stammte aus einer alten Adelsfamilie. Er wurde von der Besatzungsmacht des Osmanischen Reiches als Hospodar eingesetzt und gilt als erster einheimischer moldauischer Herrscher nach der Phanariotenzeit. In dieser Zeit ließ die osmanische Regierung die Donaufürstentümer von griechischen Phanarioten verwalten, durch den Aufstieg der griechischen Freiheitsbewegung rückte man von dieser Strategie jedoch ab. In Sturdzas Regentschaftszeit fällt die Gründung einiger rumänischsprachiger Schulen, nachdem zuvor griechisch die Unterrichtssprache war. Sturdza stand im politischen Widerspruch mit den moldauischen Großbojaren, welche während der Rebellion Alexandros Ypsilantis und Tudor Vladimirescus ins Russische Reich emigriert waren. (Bessarabien, ein weitgehend mit dem heutigen Moldawien deckungsgleiches Gebiet, gehörte seit 1812 zu Russland und war zuvor Teil des Fürstentums Moldau.) Erst in der Konvention von Akkerman, in welcher die Hohe Pforte das russische Protektorat über das Fürstentum Moldau anerkannte, konnte 1826 dieser Zwist gelöst werden. Die Hospodare der Donaufürstentümer sollten von nun an für eine Amtszeit von sieben Jahren vom Diwan, einer Art Staatsrat, gewählt werden. So wurde den Großbojaren ihr Mitspracherecht garantiert, zudem wurden sie von Steuerpflicht und Armeedienst befreit. Daraufhin kehrten die emigrierten Bojaren ins Fürstentum zurück. Als das Osmanische Reich die Konvention kurz darauf brach, löste dies 1828 den Russisch-Türkischen Krieg aus. Im Zuge des russischen Einmarschs in die Moldau verlor Sturdza sein Amt, er verstarb 1842 in Bessarabien.